# Varga Ferenc (állatorvos)

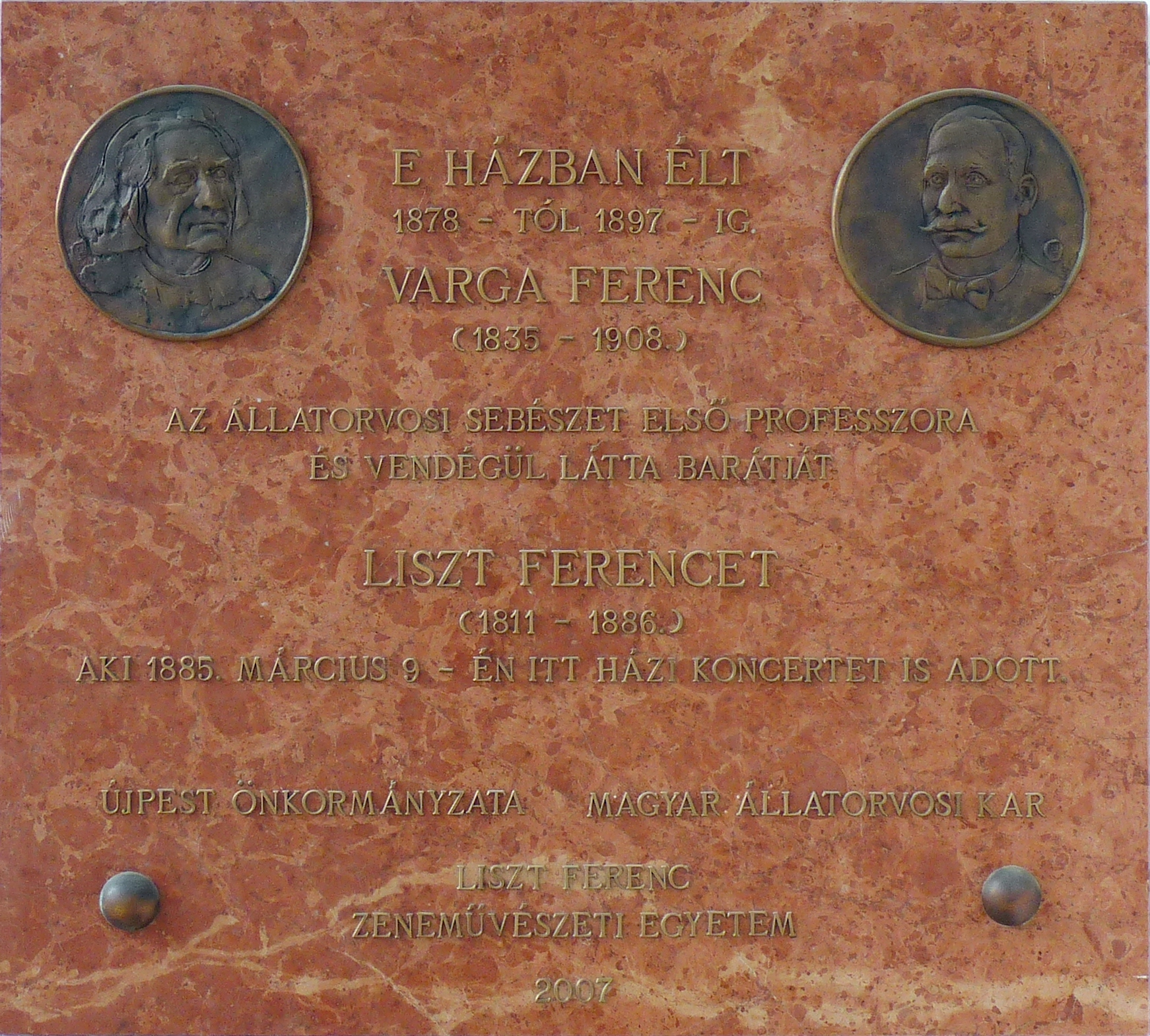
Emléktáblája Újpesten (IV. ker., Vécsey Károly 120)

Varga Ferenc (Mezőkomárom, 1835. október 15. – Tárnok, 1908. július 2.) orvosdoktor, állatorvos, a budapesti állatorvosi akadémia tanára és igazgatója.

## Élete
Varga Mihály földműves és Ürge /Ürghe/ Rozália fia. Középiskoláinak elvégzése után, 1854-ben az irgalmas-rendbe lépett, de már két év mulva elhagyta a szerzetet és az orvosegyetemre iratkozott be. Minthogy pedig 1859-ben az olaszországi zavarok miatt az egyetemen szüneteltek az előadások, az állatorvosi tanfolyamra irakozott át. 1862-ben Pesten szerzett állatorvosi, majd orvosdoktori oklevelet. Ezután a pesti Állatgyógyintézet segédje és 1867-ben a vöröstornyi vesztegintézet helyettes igazgatója lett. 1869-ben nagyobb tanulmányutat tett, melynek során a bécsi, salzburgi, müncheni, zürichi, hohenheimi, hannoveri, berlini, drezdai és a prágai állatorvosi és gazdasági tanintézeteket látogatta meg. 1870. május 9-én a sebészet, műtéttan, sebészi eszköz- és köttan rendes tanárává nevezték ki a pesti Állatgyógyintézethez, ahol 1888-ban igazgató lett. 1878-ban Nádaskay Bélával közösen megalapította az első magyar állatorvosi szaklapot, a Veterinariust. 1897. március 17-én nyugalomba ment, mely alkalommal ő Felsége legfelső elismerésében részesítette. Neje Tély Franciska, leányuk, Varga Vilma zongoraművész, zenepedagógus, Liszt Ferenc zongoraművész tanítványa volt.

## Munkái
- Patkolástan. 86 a szöveg közé nyomott fametszvénynyel. Pest, 1866. (Eisenmayer Sándorral).
- Hasznos házi emlős állatok természetrajza, fajta és életrendtana. Uo. 1872. (2. kiadás. Bpest, 1879.)